# Костадинов, Георгий (футболист)
Георгий Георгиев Костадинов (болг. Георги Георгиев Костадинов; род. 7 сентября 1990, Царево, Бургасская область) — болгарский футболист, полузащитник кипрского клуба АПОЭЛ и капитан сборной Болгарии.

## Биография
В Болгарии выступал за клубы «Нафтекс» Бургас (2008—2009), «Черноморец» Поморие (2009—2011), «Лудогорец» Разград (2012—2013), «Берое» Стара-Загора (2013—2015), «Левски» София (2015—2017). Сезон 2017/18 провёл в израильском «Маккаби» Хайфа. 1 июля 2018 подписал контракт по схеме «2+1» с клубом РПЛ «Арсенал» Тула. В чемпионате России дебютировал 29 июля в домашнем матче первого тура против «Динамо» Москва (0:0), выйдя на замену на 58-й минуте.
В сборной Болгарии дебютировал 7 октября 2016 в гостевом матче против Франции (1:4).